# Schneider Bräu

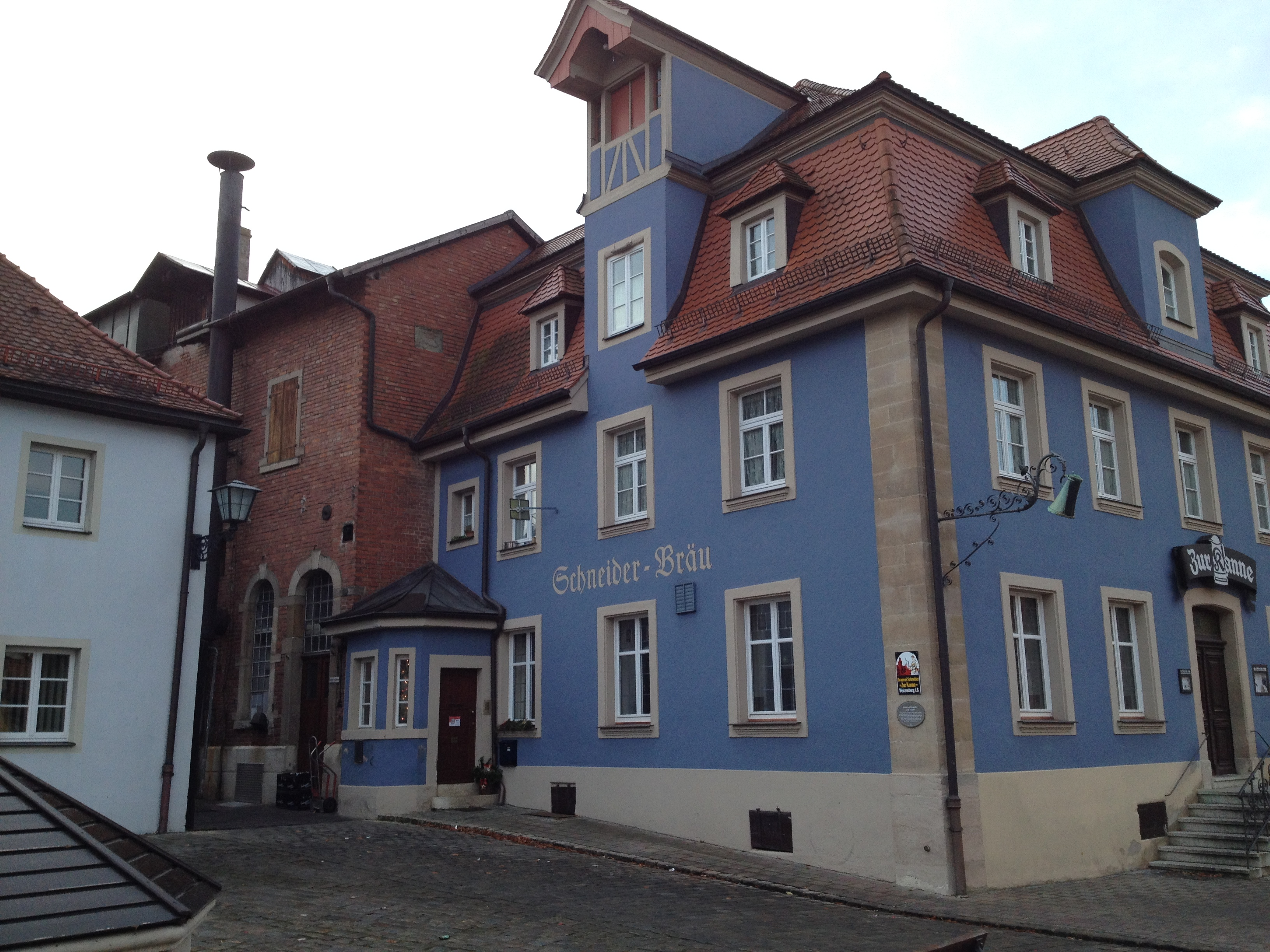
Brauerei und Braugaststätte „Zur Kanne“

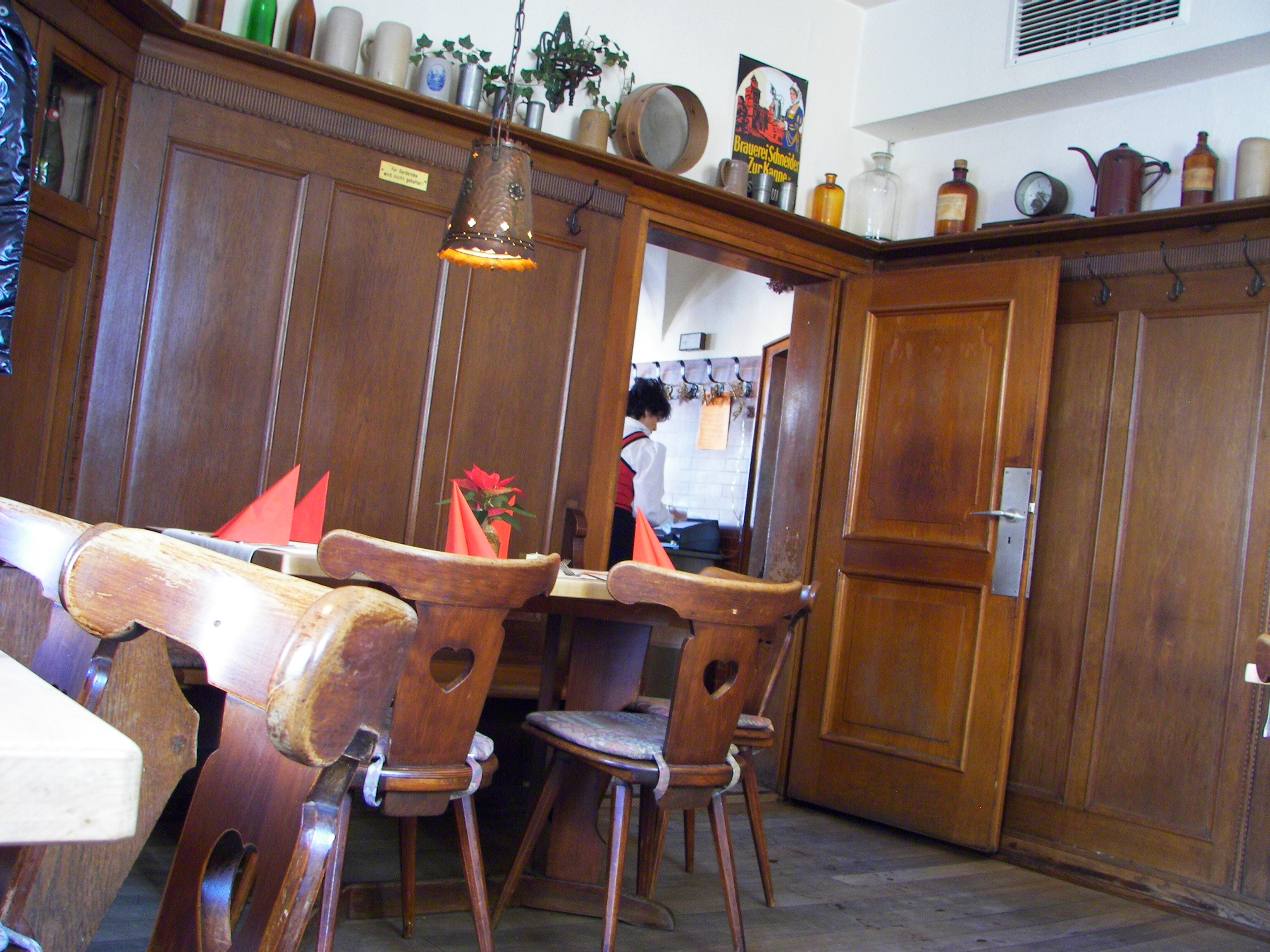
Gaststube/Nebenzimmer „Zur Kanne“

Die Brauerei Schneider („Zur Kanne“) ist eine von zwei noch aktiven Brauereien in Weißenburg in Bayern, einer Großen Kreisstadt im mittelfränkischen Landkreis Weißenburg-Gunzenhausen. Sie beherbergt neben der Brauerei und dem Bräustüberl ein Brauereimuseum und ist in der Bachgasse 15 zu finden.

## Geschichte der Brauerei Schneider
Auch wenn das Prospekt zum Brauereimuseum schreibt: Die Brautradition der Brauerei Schneider reicht bis in das 15. Jahrhundert zurück, so ist doch eher das 18. Jahrhundert anzunehmen, wie Stefan Dauner, Reiner Kammerl und Gernot Römhild beschreiben.
Demnach geht das Gasthaus Kanne zurück auf die Brauerei Zum Goldenen Schwan, die 1772 im Anwesen Bachgasse 13 als Gaststätte mit Braurecht entstanden war. Ein eigenes Brauhaus wurde 1820 gebaut. 1889 erwarb Andreas Schneider den Goldenen Schwan und verlegte das Braurecht auf das Nachbaranwesen, die heutige „Kanne“, die ihm gehörte. Aktueller Brauereibesitzer ist Thomas Schneider.
1897 brannte die Brauerei nieder und wurde wieder aufgebaut. Zusammen mit dem Bräustüberl wurde sie 1898 wieder eröffnet. Neben der Brauerei Sigwart belieferte die Brauerei Schneider im jährlichen Wechsel bis zur Kirchweih 2018 die Weißenburger Kirchweih mit Bier. Seit der Schließung der Brauerei Sigwart bzw. der Übernahme durch die Hofmühlbrauerei Eichstätt ist Schneiderbräu für die Jahre 2019 und 2020 alleiniger Braubetrieb des Kirchweihbieres.
Im Frühjahr 2015 gab die Brauerei bekannt, ihren Betrieb sofort einzustellen. Seither wurde in der Gaststätte Bier von der Brauerei Strauß aus Wettelsheim ausgeschenkt. Die Produktion des Kirchweihbiers wurde jedoch weitergeführt. 2018 kündigte der Eigentümer an, auch die reguläre Bierproduktion im kleineren Maßstab wieder fortzuführen. Seit der Wiedereröffnung des "Bräustüberls Zur Kanne" wird wieder Schneider Märzen und Schneider Helles ausgeschenkt.

## Der Schneiderkeller
Mit der Einführung des Braunen Bieres brauchte jede Brauerei einen Bierkeller, um das Bier zu lagern. Die Brauerei Schneider nutzte zunächst den 1842 vom Vorbesitzer Michael Geißelbrecht gegrabenen Keller unweit des heutigen Sigwartkellers. 1894 kaufte Andreas Schneider den Keller der Brauerei Zum goldenen Ochsen, der bis ins Jahr 2000 als Gaststätte Schneiderskeller in Betrieb war und nun einen Restaurator beherbergt.

## Die Gosebrauerei in Leipzig
1999 gab Brauereibesitzer Thomas Schneider zusammen mit der Deutschen Bahn AG bekannt, dass er im Bayerischen Bahnhof in Leipzig plant, „den Komplex gründlich zu sanieren und in den historischen Räumlichkeiten eine Gasthausbrauerei einzurichten“. Nach rund 14 Monaten wurden am 19. Juli 2000 Gaststätte und innenliegende Brauerei eröffnet. Unter anderem wird dort Gose-Bier gebraut, ein alter obergäriger Biertyp.